# Falcimala morapanoides
Falcimala morapanoides là một loài bướm đêm trong họ Noctuidae.